# Racine (Wisconsin)
Racine és una població dels Estats Units a l'estat de Wisconsin. Segons el cens del 2008 tenia 82.196 habitants.

## Demografia
Segons el cens del 2000, Racine tenia 81.855 habitants, 31.449 habitatges, i 20.405 famílies. La densitat de població era de 2.033,7 habitants per km².
Dels 31.449 habitatges en un 33,9% hi vivien nens de menys de 18 anys, en un 42,2% hi vivien parelles casades, en un 17,9% dones solteres, i en un 35,1% no eren unitats familiars. En el 29,4% dels habitatges hi vivien persones soles el 10,5% de les quals corresponia a persones de 65 anys o més que vivien soles. El nombre mitjà de persones vivint en cada habitatge era de 2,54 i el nombre mitjà de persones que vivien en cada família era de 3,15.
Per edats la població es repartia de la següent manera: un 28,7% tenia menys de 18 anys, un 9,9% entre 18 i 24, un 30% entre 25 i 44, un 19,2% de 45 a 60 i un 12,2% 65 anys o més.
L'edat mediana era de 33 anys. Per cada 100 dones de 18 o més anys hi havia 91,2 homes.
La renda mediana per habitatge era de 37.164$ i la renda mediana per família de 45.150$. Els homes tenien una renda mediana de 35.079$ mentre que les dones 24.279$. La renda per capita de la població era de 17.705$. Aproximadament el 10,8% de les famílies i el 13,9% de la població estaven per davall del llindar de pobresa.

## Poblacions més properes
El següent diagrama mostra les poblacions més properes.